# Liu Xia
Liu Xia (chiń. upr. 刘霞; pinyin Liú Xiá, ur. 6 stycznia 1979 w Qingdao) – chińska judoczka. Srebrna medalistka olimpijska z Aten 2004 w kategorii 78 kg.
Mistrzyni Azji w 2007 i druga w 2004. Złota medalistka Uniwersjady 2003. Akademicka mistrzyni świata w 2002 roku.

## Letnie Igrzyska Olimpijskie 2004
| Konkurencja | Walki                  | Walki                  | Walki                   | Walki                        | Walki               | Klas. końcowa |
| Konkurencja | 1/16                   | 1/8                    | 1/4                     | 1/2                          | Finał               | Miejsce       |
| ----------- | ---------------------- | ---------------------- | ----------------------- | ---------------------------- | ------------------- | ------------- |
| 78 kg       | Claudia Zwiers (NED) W | Wiera Moskaluk (RUS) W | Yurisel Laborde (CUB) W | Anastasija Matrosowa (UKR) W | Noriko Anno (JPN) P | II            |